# Liste der Stolpersteine in Schwerin

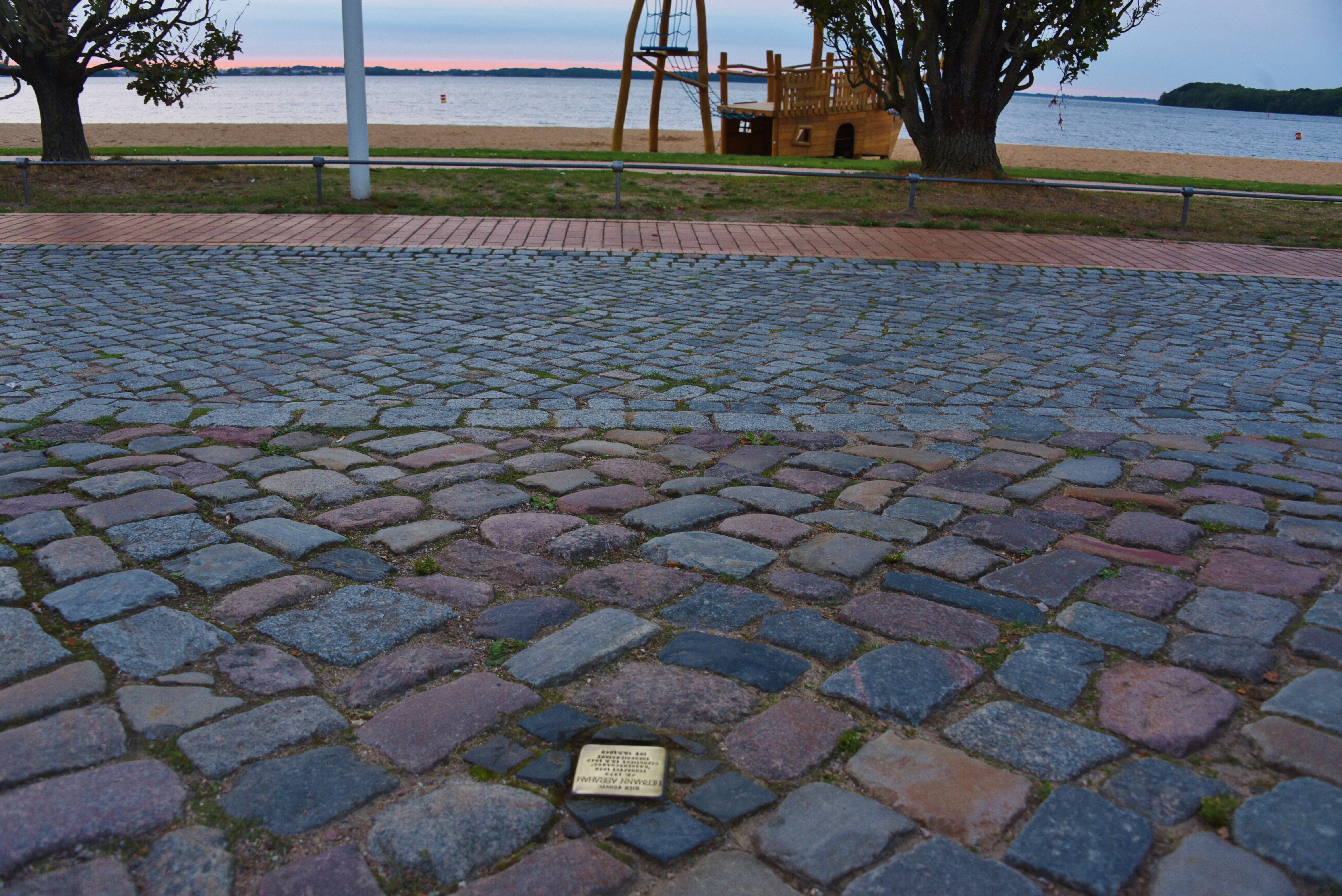
Stolperstein für Hermann Abraham

Die Liste der Stolpersteine in Schwerin umfasst jene Stolpersteine, die vom Kölner Künstler Gunter Demnig in Schwerin verlegt wurden. Sie sind Opfern des Nationalsozialismus gewidmet, die vom NS-Regime drangsaliert, deportiert, ermordet, in die Emigration oder in den Suizid getrieben wurden. Demnig verlegt für jedes Opfer einen eigenen Stein, im Regelfall vor dem letzten selbst gewählten Wohnsitz.

## Stolperschwelle
Am 24. Mai 2022 wurde in den Gehweg an der ehemaligen Heil- und Pflegeanstalt Sachsenberg-Lewenberg die erste Stolperschwelle in Schwerin verlegt. Die ehemalige Pflegeanstalt gehörte zu den zentralen Orten der nationalsozialistischen Medizinverbrechen auf dem heutigen Gebiet von Mecklenburg-Vorpommern; zwischen 1939 und 1945 wurden Patienten nach Schwerin verbracht und hier ermordet bzw. im Rahmen der Aktion T4 von hier in andere Tötungsanstalten verlegt und dort ermordet.
| Schwelle  | |
| Inschrift | 1867 GRÜNDUNG DER ANSTALT FÜR GEISTESSCHWACHE KINDER AUF DEM LEWENBERG ZWISCHEN AUGUST 1939 UND SEPTEMBER 1941 STERBEN 72 BEWOHNER AM 1. AUGUST 1941 WERDEN ELF LANGJÄHRIGE BEWOHNER NACH BERNBURG ‘VERLEGT‘ UND ERMORDET - ‘AKTION T4‘ 207 PFLEGLINGE WERDEN 1941 IN DIE ‘KINDERFACHABTEILUNG‘ SCHWERIN-SACHSENBERG ’VERLEGT‘ UND DURCH ÜBERDOSIERTE MEDIKAMENTE ERMORDET |
| Ort       | Wismarsche Straße 298e (Lage) |

## Stolpersteine
Im Jahr 1933 zählte die jüdische Gemeinde in Schwerin 151 Mitglieder, im April 1938 waren es nur noch 49. Im Rahmen der Novemberpogrome der Jahres 1938 verwüsteten und zerstörten Nationalsozialisten die verbliebenen jüdischen Geschäfte, das Kaufhaus Kychenthal am Markt, das Juweliergeschäft von Fritz Löwenthal in der Schmiedestraße, den Zigarrenladen von Gustav Perl, das Schirmgeschäft Resi in der Kaiser-Wilhelm-Straße und die Schneiderei von Josef Zoltobrodsky. Die Synagoge am Schlachtermarkt wurde zerstört und bald darauf abgerissen. Auf Initiative von Schülern des Gymnasiums Fridericianum wurden im Jahr 2006 die ersten 14 Stolpersteine in der Landeshauptstadt verlegt.
| Stolperstein | Inschrift | Verlegeort                             | Name, Leben |
| ------------ | --- | -------------------------------------- | --- |
|              | HIER WOHNTE HERMANN ABRAHAM JG. 1873 VERHAFTET 1938 'RASSENSCHANDE' DEPORTIERT 19.7.1942 THERESIENSTADT TOT 19.2.1943                                           | Am Strand 14                           | Hermann Abraham wurde am 18. Januar 1873 in New York geboren. Er betrieb seit 1921 in Zippendorf ein Café, das er ab 1935 zwangsweise verpachten musste. 1938 wurde er denunziert und verhaftet, kam wegen des Vorwurfs der Rassenschande für 18 Monate in das Gefängnis Dreibergen-Bützow. Am 19. Juli 1942 wurde er ab Hamburg in das Ghetto Theresienstadt deportiert, wo er am 19. Februar 1943 starb. |
|              | HIER WOHNTE MARTIN BEUTLER JG. 1891 DEPORTIERT GURS TOT 6.8.1942                                                                                                | Großer Moor 12                         | Martin Beutler wurde am 18. November 1891 in Friedland geboren. Er war Kantor in der jüdischen Gemeinde in Schwerin und verzog 1936 nach Berlin. Von dort emigrierte er nach Belgien. Im Mai 1940 wurde er in das Internierungslager Saint Cyprien deportiert und anschließend in das Internierungslager Camp de Gurs, wo er am 6. August 1942 starb. |
|              | HIER WOHNTE ANNA BONHEIM JG. 1855 UNFREIWILLIG VERZOGEN 1936 BERLIN GEDEMÜTIGT / ENTRECHTET TOT 26.1.1942                                                       | Mecklenburgstraße 89                   | Anna Bonheim geb. Mendel wurde am 2. Juni 1855 in Laage geboren. Sie war mit Moritz Bonheim verheiratet und später verwitwet, aus der Ehe ging der Sohn John hervor. 1936 zog sie mit ihrem Sohn nach Berlin-Grunewald und starb dort am 26. Januar 1942. |
|              | HIER WOHNTE DR. JOHN BONHEIM JG. 1876 BERUFSVERBOT UNFREIWILLIG VERZOGEN 1936 BERLIN DEPORTIERT 1941 LODZ / LITZMANNSTADT ERMORDET 26.2.1942                    | Mecklenburgstraße 89                   | John Bonheim wurde am 13. Mai 1876 in Schwerin geboren. Im Wintersemester 1897 begann er an der Universität Rostock ein Studium der Rechtswissenschaften und arbeitete danach in Schwerin als Rechtsanwalt und Notar. Mit seiner Frau Margarete und seiner Mutter zog er 1936 nach Berlin-Grunewald. Von dort wurde er am 18. Oktober 1941 in das Ghetto Litzmannstadt deportiert, wo er am 26. Februar 1942 starb. |
|              | HIER WOHNTE MARGARETE BONHEIM GEB. LIPSKI JG. 1888 UNFREIWILLIG VERZOGEN 1936 BERLIN DEPORTIERT 1941 LODZ / LITZMANNSTADT ERMORDET 8.5.1942 CHELMNO / KULMHOF   | Mecklenburgstraße 89                   | Margarete Bonheim geb. Lipsky wurde am 10. März 1888 in Dessau geboren. Sie war mit John Bonheim verheiratet und zog mit ihm 1936 nach Berlin. Von dort wurde sie am 18. Oktober 1941 in das Ghetto Litzmannstadt und am 8. Mai 1942 weiter in das Vernichtungslager Kulmhof deportiert. Für Margarete Bonheim wurde auch in Dessau ein Stolperstein verlegt. |
|              | HIER WOHNTE GERHARD BORGWARDT JG. 1910 EINGEWIESEN 1935 HEILANSTALT SACHSENBERG 'VERLEGT' 18.7.1941 BERNBURG ERMORDET 18.7.1941 'AKTION T4'                     | Bergstraße 22                          | Gerhard Borgwardt wurde 1910 geboren. Als Kind litt er an Epilepsie und kam 1920 in das Kinderheim Lewenberg, wo er auch zur Schule ging. Danach lebte er wieder in Schwerin und wurde im Oktober 1935 mit der Diagnose „erbliche Fallsucht mit Intelligenzdefekt“ in der Heil- und Pflegeanstalt Sachsenberg aufgenommen. Dort wurde er 1936 zunächst zwangssterilisiert und am 18. Juli 1941 mit der Aktion T4 in die Tötungsanstalt Bernburg deportiert, wo er nach der Ankunft ermordet wurde. |
|              | HIER WOHNTE ADOLF BRANDT JG. 1872 DEPORTIERT 11.11.1942 THERESIENSTADT TOT 7.1.1943                                                                             | Robert-Koch-Straße 8                   | Adolf Brandt wurde am 3. Juli 1862 in Krotoschin geboren. 1939 war er im Zuchthaus Bützow-Dreibergen inhaftiert. Ab 11. November 1942 war er im Gefängnis Neustrelitz inhaftiert und wurde von dort am nächsten Tag in die Sammelstelle Große Hamburger Straße nach Berlin transportiert. Von dort aus erfolgte am 20. November 1942 seine Deportation in das Ghetto Theresienstadt, wo er am 7. Januar 1943 starb. |
|              | HIER WOHNTE IDA BRANDT JG. 1880 DEPORTIERT 11.11.1942 THERESIENSTADT TOT 23.3.1943                                                                              | Robert-Koch-Straße 8                   | Ida Brandt geb. Goldschmidt wurde am 27. Oktober 1880 in Stolzenau geboren. Am 20. November 1942 wurde sie von Berlin aus in das Ghetto Theresienstadt deportiert, wo sie im März 1943 starb und später für tot erklärt wurde. |
|              | HIER WOHNTE RICHARD BRANDT JG. 1891 'SCHUTZHAFT' 1938 ZUCHTHAUS ALT-STRELITZ INTERNIERT MECHELEN DEPORTIERT 1942 ERMORDET IN AUSCHWITZ                          | Robert-Koch-Straße 8                   | Richard Brandt (1891–1942/45) |
|              | HIER WOHNTE ROLF BRAND JG. 1920 EINGEWIESEN JULI 1939 'HEILANSTALT' LEWENBERG TOT 19.12.1940                                                                    | Joseph-Haydn-Straße 5                  | Rolf Brand (1920–1940) |
|              | HIER WOHNTE HANS BRENNECKE JG. 1897 EINGEWIESEN 1929 HEILANSTALT SACHSENBERG 'VERLEGT' 1.8.1941 BERNBURG ERMORDET 1.8.1941 'AKTION T4'                          | Wismarsche Straße 156                  | Hans Brennecke wurde am 1. August 1941 aus der Heilanstalt Sachsenberg in die Tötungsanstalt Bernburg deportiert und dort in der Aktion T4 des Euthanasieprogramms am Ankunftstag ermordet. |
|              | HIER WOHNTE ELSA CARSTENS JG. 1894 EINGEWIESEN 1937 HEILANSTALT SACHSENBERG 'VERLEGT' 18.7.1941 BERNBURG ERMORDET 18.7.1941 'AKTION T4'                         | Arsenalstraße 10                       | Elsa Carstens wurde am 18. Juli 1941 aus der Heilanstalt Sachsenberg in die Tötungsanstalt Bernburg deportiert und dort in der Aktion T4 am Ankunftstag ermordet. |
|              | HIER WOHNTE HELLA CORDS JG. 1879 EINGEWIESEN 1932 HEILANSTALT SACHSENBERG 'VERLEGT' 1.8.1941 BERNBURG ERMORDET 1.8.1941 'AKTION T4'                             | Bornhövedstraße 78                     | Hella Cords wurde am 1. August 1941 aus der Heilanstalt Sachsenberg in die Tötungsanstalt Bernburg deportiert und dort in der Aktion T4 am Ankunftstag ermordet. |
|              | HIER WOHNTE FRIEDA DONATH GEB. EVERLING JG. 1882 EINGEWIESEN 1920 HEILANSTALT SACHSENBERG 'VERLEGT' 1.8.1941 BERNBURG ERMORDET 1.8.1941 'AKTION T4'             | Wittenburger Straße 51                 | Frieda Donath geb. Everling wurde am 22. April 1882 geboren. Ab 1920 befand sie sich in der Heilanstalt Sachsenberg. Am 1. August 1941 wurde sie von dort in die Tötungsanstalt Bernburg deportiert und in der Aktion T4 am gleichen Tag ermordet. |
|              | HIER WOHNTE ELISABETH EGGERSH JG. 1901 ZWANGSSTERILISIERT 23.3.1934 TOT AN FOLGEN 26.3.1934                                                                     | Gaußstraße 13                          | Elisabeth Eggersh war eine Büroangestellte, bei der Schizophrenie diagnostiziert wurde. Sie wurde zwangsweise sterilisiert und verstarb mit 24 Jahren an den Folgen der Operation. |
|              | HIER WOHNTE DORA FLIESSWASSER JG. 1908 UNFREIWILLIG VERZOGEN 1934 BERLIN FLUCHT 1937 ENGLAND                                                                    | Münzstraße 35                          | Dora Fliesswasser wurde am 16. Februar 1908 in Schwerin geboren. Ihr gelang rechtzeitig die Flucht nach England. |
|              | HIER WOHNTE JOSEPH FLIESSWASSER JG. 1886 UNFREIWILLIG VERZOGEN 1935 BERLIN „POLENAKTION“ 1938 ERMORDET IM BESETZTEN POLEN                                       | Großer Moor 12                         | Joseph Fliesswasser wurde am 17. Dezember 1886 in Krzeszów bei Bilgoraj geboren. Er lebte in Rostock und Schwerin und übersiedelte 1935 nach Berlin. Von dort wurde er 1938 in der Polenaktion nach Polen abgeschoben und gilt seitdem als verschollen. |
|              | HIER WOHNTE LOTTI FLIESSWASSER JG. 1931 UNFREIWILLIG VERZOGEN 1934 BERLIN DEPORTIERT 1942 RIGA ERMORDET                                                         | Münzstraße 35                          | Lotti Fliesswasser wurde am 14. März 1931 in Schwerin geboren und lebte zuletzt in Berlin. Am 14. Dezember 1942 wurde sie von dort über Riga in das KZ Auschwitz-Birkenau deportiert. |
|              | HIER WOHNTE FRIEDRICH GEBHARDT JG. 1898 EINGEWIESEN 1935 HEILANSTALT SACHSENBERG 'VERLEGT' 1.8.1941 BERNBURG ERMORDET 1.8.1941 'AKTION T4'                      | Barcastraße 12                         | Friedrich Gebhardt wurde am 1. August 1941 aus der Heilanstalt Sachsenberg in die Tötungsanstalt Bernburg deportiert und dort in der Aktion T4 am Ankunftstag ermordet. |
|              | HIER WOHNTE AUGUSTE GOHLKE JG. 1889 EINGEWIESEN 1936 HEILANSTALT SACHSENBERG 'VERLEGT' 1.8.1941 BERNBURG ERMORDET 1.8.1941 'AKTION T4'                          | Heinrich-Heine-Straße 8                | Auguste Gohlke wurde am 1. August 1941 aus der Heilanstalt Sachsenberg in die Tötungsanstalt Bernburg deportiert und dort in der Aktion T4 am Ankunftstag ermordet. |
|              | HIER WOHNTE BLANKA HIRSCH GEB. JAKOBS JG. 1880 DEPORTIERT 1942 ERMORDET IN AUSCHWITZ                                                                            | Baderstraße 1                          | Blanka Hirsch geb. Jacobs wurde am 15. Oktober 1880 in Schwerin geboren. Ab 10. Juli 1942 war sie im Durchgangslager Ludwigslust inhaftiert und wurde am Tag darauf in das Konzentrations- und Vernichtungslager Auschwitz deportiert. |
|              | HIER WOHNTE ULLA HIRSCH JG. 1883 DEPORTIERT 1942 AUSCHWITZ ERMORDET                                                                                             | Schweinemarkt 4                        | Ulla Hirsch wurde am 19. April 1883 in Schwerin geboren. Ab 10. Juli 1942 war sie im Durchgangslager Ludwigslust inhaftiert und wurde am Tag darauf in das Konzentrations- und Vernichtungslager Auschwitz deportiert. |
|              | HIER WOHNTE ANNA HUBANA GEB. HÜTTL JG. 1898 EINGEWIESEN 1936 HEILANSTALT SACHSENBERG 'VERLEGT' 18.7.1941 BERNBURG ERMORDET 18.7.1941 'AKTION T4'                | Obotritenring 122                      | Anna Hubana geb. Hüttl wurde am 18. Juli 1941 aus der Heilanstalt Sachsenberg in die Tötungsanstalt Bernburg deportiert und dort in der Aktion T4 am Ankunftstag ermordet. |
|              | HIER WOHNTE PAUL EDUARD JUNKER JG. 1882 VERHAFTET 1938 VERURTEILT § 175 21.1.1939 GEFÄNGNIS DREIBERGEN / BÜTZOW TOT 29.1.1939                                   | Schlossstraße 17                       | Paul Eduard Junker (1882–1939) |
|              | HIER WOHNTE GERTRUD KEMPE GEB. LUNOW JG. 1895 EINGEWIESEN 1929 HEILANSTALT SACHSENBERG 'VERLEGT' 1.8.1941 BERNBURG ERMORDET 1.8.1941 'AKTION T4'                | Schwerin-Zippendorf, Alte Dorfstraße 1 | Gertrud Kempke geb. Lunow wurde am 1. August 1941 aus der Heilanstalt Sachsenberg in die Tötungsanstalt Bernburg deportiert und dort in der Aktion T4 am Ankunftstag ermordet. |
|              | HIER WOHNTE ERIKA KOHLS JG. 1914 DEPORTIERT 1942 ERMORDET IN AUSCHWITZ                                                                                          | Jungfernstieg 1                        | Erika Kohls wurde am 29. Juni 1914 in Hohen Viecheln geboren. Ab 10. Juli 1942 war sie im Durchgangslager Ludwigslust inhaftiert und wurde am Tag darauf in das Konzentrations- und Vernichtungslager Auschwitz deportiert. |
|              | HIER WOHNTE ROSALIE KOHLS GEB. ROSENTHAL JG. 1887 DEPORTIERT 1942 ERMORDET IN AUSCHWITZ                                                                         | Jungfernstieg 1                        | Rosalie Kohls geb. Rosenthal wurde am 1. September 1887 in Rogasen geboren. Ab 10. Juli 1942 war sie im Durchgangslager Ludwigslust inhaftiert und wurde am Tag darauf in das Konzentrations- und Vernichtungslager Auschwitz deportiert. |
|              | HIER WOHNTE ANNEMARIE KYCHENTHAL GEB. HECHT JG. 1910 1939 FLUCHT CHILE ÜBERLEBT                                                                                 | Am Markt 4                             | Annemarie Kychenthal geb. Hecht wurde am 20. Mai 1910 in Lübbecke geboren. Sie war mit Ludwig Kychenthal verheiratet. 1939 konnte sie mit ihm und ihrem Sohn Hans nach Chile flüchten. |
|              | HIER WOHNTE LOUIS KYCHENTHAL JG. 1863 DEPORTIERT 1942 THERESIENSTADT TOT 6.6.1943                                                                               | Am Markt 4                             | Louis Kychenthal wurde am 30. Juni 1863 in Goldberg geboren. Am Markt in Schwerin betrieb er das Kaufhaus Kychenthal. Während der Novemberpogrome 1938, in der das Geschäft und die Wohnung verwüstet worden war, wurde er verhaftet und war bis zum 17. November 1938 im Altstrelitzer Gefängnis inhaftiert. Während der Haft musste er sein Geschäft zwangsverkaufen. Am 11. November 1942 wurde er erneut verhaftet und in die Sammelstelle Große Hamburger Straße nach Berlin gebracht. Von dort wurde er am 19. November 1942 in das Ghetto Theresienstadt deportiert, wo er am 7. Juni 1943 starb. |
|              | HIER WOHNTE LUDWIG KYCHENTHAL JG. 1897 VERHAFTET 9.11.1938 GEFÄNGNIS NEUSTRELITZ 1939 FLUCHT CHILE ÜBERLEBT                                                     | Am Markt 4                             | Ludwig Kychenthal wurde am 12. Januar 1897 als Sohn von Louis und Anna Kychenthal in Schwerin geboren. Er war mit Annemarie Kychenthal verheiratet. Während der Novemberpogrome 1938 wurde er mit seinem Vater und seinem Bruder verhaftet und am 2. Dezember 1938 entlassen. Er konnte mit seiner Frau und seinem Sohn im Oktober 1939 nach Chile flüchten. 1966 besuchte er erstmals wieder Schwerin. |
|              | HIER WOHNTE WILLY KYCHENTHAL JG. 1907 VERHAFTET 9.11.1938 GEFÄNGNIS NEUSTRELITZ 1939 FLUCHT CHILE ÜBERLEBT                                                      | Am Markt 4                             | Willy Kychenthal wurde am 20. Juli 1907 als Sohn von Louis und Anna Kychenthal in Schwerin geboren. Er wurde während der Novemberpogrome 1938 verhaftet und konnte nach seiner Freilassung nach Chile flüchten. |
|              | HIER WOHNTE HORST LADEWIG JG. 1925 EINGEWIESEN 17.3.1931 'HEILANSTALT' LEWENBERG TOT 18.4.1942                                                                  | Wismarsche Straße 227                  | Horst Ladewig wurde am 23. Oktober 1925 in Berlin geboren und lebte in Schwerin. Er wurde ein Opfer der systematischen Krankenmorde und starb am 18. April 1942 in der Heilanstalt Schwerin-Lewenberg. |
|              | HIER WOHNTE RUDOLF LADEWIG JG. 1853 VERZOGEN 1938 ? | Wismarsche Straße 227                  | Rudolf Ladewig wurde am 12. August 1853 in Brüel geboren. Er starb am 6. Januar 1939 in Hamburg. |
|              | HIER WOHNTE WALTER LADEWIG JG. 1889 VERHAFTET 1939 ZUCHTHAUS BÜTZOW-DREIBERGEN DEPORTIERT 10.7.1942 AUSCHWITZ ERMORDET                                          | Wismarsche Straße 227                  | Walter Ladewig wurde am 1. November 1889 in Brüel geboren und lebte in Bützow und Schwerin. Von Juli 1938 bis zum 10. Juli 1942 war er im Zuchthaus Bützow-Dreibergen inhaftiert. Am 11. Juli 1942 wurde er ab Hamburg in das Konzentrationslager Auschwitz deportiert. |
|              | HIER WOHNTE AUGUST LEMCKE JG. 1882 GEWERKSCHAFTER ERPRESST VON SA FLUCHT IN DEN TOD 3.5.1933                                                                    | Wismarsche Straße 315b                 | August Lemcke war langjähriger Ortsausschussvorsitzender des Gewerkschaftsbundes (ADGB) in Schwerin und vertrat die SPD im Stadtparlament. Als Nationalsozialisten am 2. Mai 1933 die Gewerkschaften zerschlugen, versuchte er, die Herausgabe des Eigentums der Gewerkschaft in Schwerin zu verweigern. August Lemcke nahm sich daraufhin am 3. Mai 1933 selbst das Leben. |
|              | HIER WOHNTE CARL LEOPOLDT JG. 1888 EISENBAHNSEKRETÄR EINGEWIESEN 1923 HEILANSTALT SACHSENBERG 'VERLEGT' 18.7.1941 BERNBURG ERMORDET 18.7.1941 'AKTION T4'       | Landreiterstraße 34                    | Carl Leopoldt wurde am 18. Juli 1941 aus der Heilanstalt Sachsenberg in die Tötungsanstalt Bernburg deportiert und dort in der Aktion T4 am Ankunftstag ermordet. |
|              | HIER WOHNTE ELLEN LIPPERS JG. 1922 VERZOGEN 1935 FLUCHT 1939 ENGLAND USA ÜBERLEBT                                                                               | Schmiedestraße 15                      | Ellen Lippers wurde am 19. November 1922 als Tochter von Hugo und Rosi Lippers in Schwerin geboren. Bis 1935 lernte sie am Lyzeum Schwerin und übersiedelte dann nach Berlin, wo sie auf eine jüdische Mittelschule ging. 1939 gelang ihr die Flucht nach England und nach Kriegsende emigrierte sie in die USA. |
|              | HIER WOHNTE HUGO LIPPERS JG. 1878 VERHAFTET 9.11.1938 GEFÄNGNIS NEUSTRELITZ DEPORTIERT 1942 AUSCHWITZ ERMORDET                                                  | Schmiedestraße 15                      | Hugo Lippers wurde am 30. März 1878 in Geldern geboren. Während der Novemberpogrome wurde er am 9. November 1938 verhaftet und kam in das Gefängnis Neustrelitz, am Tag darauf in das Zuchthaus Altstrelitz, bis er am 17. November 1938 entlassen wurde. Am 10. Juli 1942 kam er in das Durchgangslager Ludwigslust, von dem aus er am 11. Juli 1942 in das Konzentrations- und Vernichtungslager Auschwitz deportiert wurde. |
|              | HIER WOHNTE ROSI LIPPERS GEB. ASCHER JG. 1889 DEPORTIERT 1942 AUSCHWITZ ERMORDET                                                                                | Schmiedestraße 15                      | Rosi Lippers geb. Ascher wurde am 20. Mai 1889 in Schwerin geboren. Sie betrieb mit ihrem Mann Hugo in der Schmiedestraße 15 ein Modegeschäft. Am 10. Juli 1942 wurde sie in das Durchgangslager Ludwigslust transportiert und von dort am 11. Juli 1942 in das Konzentrations- und Vernichtungslager Auschwitz deportiert. |
|              | HIER WOHNTE ARTHUR LOESER JG. 1898 VERHAFTET APRIL 1933 ENTLASSEN 1935 UNFREIWILLIG VERZOGEN 1935 BERLIN 1940 SACHSENHAUSEN BUCHENWALD ERMORDET 6.2.1941        | Tannhöfer Allee 9                      | Arthur Loeser |
|              | HIER WOHNTE ELSE LOESER GEB. GLASER JG. 1898 UMZUG 1933 BRESLAU 1935 RÜCKKEHR BERLIN FLUCHT 1939 ENGLAND                                                        | Tannhöfer Allee 9                      | Else Loeser |
|              | HIER WOHNTE JOHANNA LOESER GEB. NEUHAUS JG. 1868 UNFREIWILLIG VERZOGEN 1935 BERLIN GEDEMÜTIGT / ENTRECHTET TOT 10.4.1942                                        | Großer Moor 2                          | Johanna Loeser |
|              | HIER WOHNTE KLAUS-DIETER LOESER JG. 1931 UMZUG 1933 BRESLAU 1935 RÜCKKEHR BERLIN FLUCHT 1939 ENGLAND                                                            | Tannhöfer Allee 9                      | Klaus-Dieter Loeser |
|              | HIER WOHNTE LOUIS LOESER JG. 1862 VERHAFTET APRIL 1933 'UNTERSCHLAGUNG' VERURTEILT MAI 1934 GEFÄNGNIS AM DEMMLERPLATZ TOT 2.6.1935                              | Großer Moor 2                          | Louis Loeser |
|              | HIER WOHNTE KÄTHE LÖHN JG. 1907 ZWANGSSTERILISIERT TOT AN FOLGEN 5.5.1934                                                                                       | Wismarsche Straße 196b                 | Käthe Löhn wurde 1907 geboren. Nachdem sie zwangssterilisiert wurde, starb sie am 5. Mai 1934 an den Folgen der Operation. |
|              | EDDY PETER LÖWENTHAL JG. 1938 DEPORTIERT 1943 AUSCHWITZ ERMORDET                                                                                                | Demmlerplatz 8                         | Eddy Peter (1938–1943/45) |
|              | HIER WOHNTE ELLY LÖWENTHAL GEB. ARON JG. 1905 UNFREIWILLIG VERZOGEN 1934 BERLIN DEPORTIERT 1943 AUSCHWITZ ERMORDET                                              | Demmlerplatz 8                         | Elly Löwenthal geb. Aron (1905–1943/45) |
|              | HIER WOHNTE UND ARBEITETE HAUS DER GESCHENKE FRITZ LÖWENTHAL JG. 1891 'SCHUTZHAFT' 1938 GEFÄNGNIS NEUSTRELITZ ARISIERT 1938 FLUCHT 1939 CHILE ÜBERLEBT          | Schmiedestraße 18                      | Fritz Löwenthal wurde am 19. April 1891 in Schwerin geboren. Nach dem Besuch der Schule lernte er den Beruf des Uhrmachers. In der Schmiedestraße 18 betrieb er das Geschäft „Haus der Geschenke“, das er von seinem Vater übernommen hatte, und expandierte noch 1933 nach Crivitz und Wismar. Während der Novemberpogrome wurde sein Geschäft verwüstet und er selbst in „Schutzhaft“ genommen. Dabei wurde er zum Verkauf seiner Häuser gezwungen. Im Juni 1939 gelang ihm die Flucht nach Chile. Er starb dort im Jahr 1951. |
|              | HIER WOHNTE OTTO LÖWENTHAL JG. 1899 UNFREIWILLIG VERZOGEN 1934 BERLIN DEPORTIERT 1943 AUSCHWITZ ERMORDET                                                        | Demmlerplatz 8                         | Otto Löwenthal (1899–1943/45) |
|              | HIER WOHNTE RENATE LÖWENTHAL JG. 1931 UNFREIWILLIG VERZOGEN 1934 BERLIN DEPORTIERT 1943 AUSCHWITZ ERMORDET                                                      | Demmlerplatz 8                         | Renate Löwenthal (1931–1943/45) |
|              | HIER WOHNTE UND ARBEITETE HAUS DER GESCHENKE SOPHIE LÖWENTHAL GEB. FUCHS JG. 1891 FLUCHT 1939 CHILE ÜBERLEBT                                                    | Schmiedestraße 18                      | Sophie Löwenthal geb. Fuchs wurde am 19. April 1891 geboren. Sie war seit 1930 in zweiter Ehe mit Fritz Löwenthal verheiratet. Nach den Novemberpogromen 1938 flüchtete sie 1939 mit ihm nach Chile. Sie übersiedelte 1971 nach Israel und starb dort am 11. März 1990 in einem Altersheim. |
|              | HIER WOHNTE FRIEDA MANN JG. 1890 DEPORTIERT 1942 AUSCHWITZ ERMORDET                                                                                             | Großer Moor 12                         | Frieda Mann geb. Manneberg wurde am 23. Februar 1890 in Loslau geboren. Sie war mit dem Kantor Leo Mann verheiratet und lebte seit 1936 mit ihm in Schwerin. Ab 10. Juli 1942 war sie im Durchgangslager Ludwigslust und wurde am Tag darauf in das Konzentrations- und Vernichtungslager Auschwitz deportiert. |
|              | HIER WOHNTE KÄTHE MANN JG. 1919 VERZOGEN 1937 ? | Großer Moor 12                         | Käthe Mann wurde am 19. Juni 1919 als Tochter von Leo und Frieda Mann in Neiße geboren. Seit 1936 lebte sie mit ihren Eltern in Schwerin und verzog 1937 an einen unbekannten Ort. Ihr weiteres Schicksal ist bisher unbekannt. |
|              | HIER WOHNTE LEO MANN JG. 1890 VERHAFTET 9.11.1938 GEFÄNGNIS NEUSTRELITZ DEPORTIERT 1942 AUSCHWITZ ERMORDET                                                      | Großer Moor 12                         | Leo Mann wurde am 27. April 1890 in Schoppinitz geboren. Er war mit Frieda Mann verheiratet und seit 1936 als Kantor und Lehrer in der jüdischen Gemeinde in Schwerin tätig. Während der Novemberpogrome 1938 wurde er verhaftet und war bis zum 2. Dezember 1938 im Zuchthaus Altstrelitz inhaftiert. Ab 10. Juli 1942 war er im Durchgangslager Ludwigslust und wurde am Tag darauf in das Konzentrations- und Vernichtungslager Auschwitz deportiert. |
|              | HIER WOHNTE DR. FRANZ MEYERSOHN JG. 1891 GEDEMÜTIGT/ENTRECHTET FLUCHT 1938 USA ???                                                                              | Alexandrinenstraße 7                   | Franz Meyersohn wurde am 9. März 1891 in Schwerin geboren. Er war als praktischer Arzt in Schwerin tätig, verheiratet und hatte zwei Kinder. Im Juni 1938 gelang ihm die Flucht in die USA. Er starb 1959 in Massachusetts. |
|              | HIER WOHNTE HENNY MEYERSOHN GEB. COHEN JG. 1863 GEDEMÜTIGT/ENTRECHTET TOT 12.2.1937                                                                             | Alexandrinenstraße 7                   | Henny Meyersohn geb. Cohen wurde am 26. Juli 1863 in Schwerin geboren. Sie war die Mutter von Franz Meyersohn und später verwitwet. Am 12. Februar 1937 starb sie in Schwerin. |
|              | HIER WOHNTE LOTTE MEYERSOHN JG. 1924 GEDEMÜTIGT/ENTRECHTET FLUCHT 1937 UNGARN - USA ???                                                                         | Alexandrinenstraße 7                   | Lotte Meyersohn wurde am 22. Dezember 1924 als Tochter von Franz und Magda Meyersohn in Schwerin geboren. Wegen antisemitischer Angriffe verließ sie im Juli 1937 das Lyzeum und wurde zu Verwandten der Mutter nach Budapest geschickt. Im Juni 1938 gelang ihr die Flucht in die USA. Dort heiratete sie 1949 Marshall Lebowitz und bekam mit ihm zwei Kinder. Sie starb am 8. Dezember 2017. |
|              | HIER WOHNTE MAGDA MEYERSOHN GEB. WALLISCH JG. 1900 GEDEMÜTIGT/ENTRECHTET FLUCHT 1938 USA ???                                                                    | Alexandrinenstraße 7                   | Magda Meyersohn geb. Wellisch wurde am 18. August 1900 in Budapest geboren. Sie war mit Franz Meyersohn verheiratet und hatte zwei Kinder. Im Juni 1938 gelang ihr die Flucht in die USA. Sie starb am 29. Mai 2001 in Framingham. |
|              | HIER WOHNTE ROLF MEYERSOHN JG. 1927 GEDEMÜTIGT/ENTRECHTET FLUCHT 1938 USA ???                                                                                   | Alexandrinenstraße 7                   | Rolf Meyersohn wurde am 26. Oktober 1927 als Sohn von Franz und Magda Meyersohn in Schwerin geboren. Im Juni 1938 gelang ihm die Flucht in die USA. |
|              | HIER WOHNTE IDESSA NADEL GEB. EBERSTARK JG. 1882 INTERNIERT MECHELEN DEPORTIERT 1943 ERMORDET IN AUSCHWITZ                                                      | Großer Moor 7                          | Idessa Nadel, geborene Eberstark (1882–1943/45) |
|              | HIER WOHNTE KALLMANN NADEL JG. 1883 'SCHUTZHAFT' 1938 ZUCHTHAUS ALT-STRELITZ FLUCHT 1938 BELGIEN MIT HILFE ÜBERLEBT                                             | Großer Moor 7                          | Kallmann Nadel (1883–) |
|              | HIER WOHNTE GITTA OLIVENSTEIN JG. 1895 DEPORTIERT 10.7.1942 AUSCHWITZ ERMORDET                                                                                  | Bornhövedstraße 82                     | Gitta Olivenstein geb. Grünberg wurde am 8. August 1895 in Sosnowiec geboren. Ab 10. Juli 1942 war sie im Durchgangslager Ludwigslust interniert und wurde am Tag darauf über Hamburg in das Konzentrations- und Vernichtungslager Auschwitz deportiert. |
|              | HIER WOHNTE MAX OLIVENSTEIN JG. 1893 DEPORTIERT 10.7.1942 AUSCHWITZ ERMORDET                                                                                    | Bornhövedstraße 82                     | Max Olivenstein wurde am 24. November 1893 in Warschau geboren. Während der Novemberpogrome 1938 wurde er verhaftet und war bis zum 25. März 1939 im Zuchthaus Altstrelitz inhaftiert. Ab 10. Juli 1942 war er im Durchgangslager Ludwigslust und wurde am Tag darauf über Hamburg in das Konzentrations- und Vernichtungslager Auschwitz deportiert. |
|              | HIER WOHNTE SIEGMUND OLIVENSTEIN JG. 1926 DEPORTIERT 10.7.1942 AUSCHWITZ ERMORDET                                                                               | Bornhövedstraße 82                     | Siegmund Olivenstein wurde am 27. Februar 1926 in Neustadt-Glewe geboren. Ab 10. Juli 1942 war er im Durchgangslager Ludwigslust und wurde am Tag darauf über Hamburg in das Konzentrations- und Vernichtungslager Auschwitz deportiert. |
|              | HIER WOHNTE GUSTAV PERL JG. 1877 GEDEMÜTIGT / ENTRECHTET MIT HILFE ÜBERLEBT                                                                                     | Alexandrinenstraße 3                   | Gustav Perl wurde am 8. August 1877 in Berlin geboren. In Schwerin betrieb er ein Tabakgeschäft. Während der Novemberpogrome 1938 wurde sein Geschäft verwüstet und er selbst war im Gefängnis Neustrelitz inhaftiert. Dort wurde er im Dezember 1938 zum Verkauf seines Geschäftes gezwungen. Mit Hilfe des Pastors Karl Kleinschmidt versuchte er die Emigration und überlebte. Er starb am 18. Januar 1946 in Schwerin. |
|              | HIER WOHNTE BLANKA ROSENBAUM GEB.BONHEIM JG. 1852 TOT 1934 | Mecklenburgstraße 65                   | Blanka Rosenbaum geb. Bonheim wurde am 28. Februar 1852 in Schwerin geboren. Sie war die Mutter von Otto Rosenbaum. Am 20. Januar 1934 starb sie in Schwerin im Alter von 81 Jahren. |
|              | HIER WOHNTE GERDA ROSENBAUM JG. 1921 GEDEMÜTIGT / ENTRECHTET FLUCHT 1939 HOLLAND / 1942 ENGLAND ÜBERLEBT                                                        | Mecklenburgstraße 65                   | Gerda Henriette Florence Rosenbaum wurde am 1. April 1921 als Tochter von Otto und Stephanie Rosenbaum in Schwerin geboren. Im Juni 1939 gelang ihr die Flucht nach Amsterdam in die Niederlande. In Amsterdam arbeitete sie beim Judenrat und ging im März 1943 die Ehe mit Rudolf Nowalski ein, um seine Familie vor der Deportation zu schützen, was letztendlich misslang. Nach der Verhaftung und Deportation ihrer Eltern und ihres Mannes flüchtete sie im Sommer 1943 wie ihr Bruder Heinz mit Hilfe der holländischen Untergrundbewegung über Belgien nach Frankreich, wo sie den Namen Rozier-Dupont annahm. Sie tauchte auf einem Bauernhof in der Nähe ihres Bruders unter und arbeitete dort. Da die Lebensbedingungen sehr schlecht waren, ging sie mit ihrem Bruder nach Paris und lebte dort mit ihm bis zur Befreiung von Paris im Untergrund. Am 15. März 1944 gebar sie ihren Sohn Rene. Im April 1947 emigrierte sie mit ihrem Sohn in die USA. Sie starb am 24. Januar 1982 in Stamford. |
|              | HIER WOHNTE HEINZ ROSENBAUM GEN. 'EDWARD H. ROSE' JG. 1917 VERHAFTET 1938 GEFÄNGNIS NEUSTRELITZ FLUCHT 1939 HOLLAND / 1942 USA ÜBERLEBT                         | Mecklenburgstraße 65                   | Heinz Rosenbaum wurde am 16. Februar 1917 als Sohn von Otto und Stephanie Rosenbaum in Thorn geboren. Er besuchte das Gymnasium in Schwerin, verließ es aber 1933 als letzter jüdischer Schüler. Von 1934 bis 1938 arbeitete er in der Lederfabrik, in der schon sein Bruder Herbert tätig war. 1938 gelang ihm kurz nach der Freilassung aus der Haft während der Novemberpogrome die Flucht nach Oisterwijk in die Niederlande, wo er für die Königliche Lederfabrik eine Arbeitserlaubnis hatte. Im Januar 1942 wurde allen jüdischen Mitarbeitern der Lederfabrik gekündigt. Im August 1942 gelang es ihm mit Hilfe holländischer Freunde aus dem Niederländischen Widerstand, gefälschte belgische Ausweisdokumente zu beschaffen, die auf den Namen Edouard Michiels ausgestellt waren. Mit diesen gelang ihm die Flucht über Belgien nach Frankreich, wo er auf Bauernhöfen bei Pamfou untertauchen konnte. Mit seiner Schwester ging er im Herbst 1943 nach Paris und lebte bis zur Befreiung von Paris im August 1944 mit falschen französischen Papieren im Untergrund. Danach arbeitete er als Fahrer für die US-Alliierten und später an der Rezeption der amerikanischen Botschaft. Im März 1949 erhielt er nach langer Wartezeit ein Visum für die USA und emigrierte im Mai 1949 mit einem Schiff nach New York. Mit seiner späteren Frau lebte er in Suffolk und nahm den Namen Edward H. Rose an. Er starb am 8. Februar 2002.                                                                                    |
|              | HIER WOHNTE HERBERT ROSENBAUM GEN. 'HERBERT ROSE' 1914 GEDEMÜTIGT / ENTRECHTET FLUCHT 1938 USA ÜBERLEBT                                                         | Mecklenburgstraße 65                   | Herbert Rosenbaum wurde am 17. August 1914 als Sohn von Otto und Stephanie Rosenbaum in Schwerin geboren. Er besuchte das Gymnasium in Schwerin, das er 1932 wegen rassistischer Anfeindungen verließ und fand danach Arbeit in einer Lederfabrik. Ihm gelang im Frühjahr 1938 die Flucht in die USA, wo er ebenfalls in einer Lederfabrik arbeitete. Er starb am 19. August 1999 in Canton (Massachusetts). |
|              | HIER WOHNTE OTTO ROSENBAUM JG. 1875 BERUFSVERBOT 1938 FLUCHT 1939 HOLLAND DEPORTIERT 1943 KZ SOBIBOR ERMORDET                                                   | Mecklenburgstraße 65                   | Otto Rosenbaum wurde am 8. März 1875 als Sohn von Sally und Blanka Rosenbaum in Schwerin geboren. Ab 1884 besuchte er das Gymnasium Fridericianum Schwerin und später das Gymnasium Neubrandenburg, das er 1895 mit dem Reifezeugnis abschloss. Er studierte danach Medizin in München, Jena, Berlin und Kiel, unterbrochen vom Militärdienst 1897/1898 in Rostock. Am 14. Juli 1900 promovierte er in Kiel und erhielt am 26. Mai 1900 seine Approbation. Nach seiner Rückkehr nach Schwerin war er ab März 1903 dort als Arzt tätig. Am 15. Oktober 1913 heiratete er Stefanie geb. Vogel – aus der Ehe gingen drei Kinder hervor. Am 8. Oktober 1934 wurde er zum Vorsitzenden der Israelitischen Gemeinde von Schwerin gewählt und war auch Vertreter Schwerins im Israelitischen Oberrat. Er litt unter den Repressalien der Nationalsozialisten und verlor 1938 seine Approbation. 1938 bereitete er für seine Familie die Flucht durch Emigration in die USA vor und nahm in Berlin Englischunterricht. Im August 1939 flüchtete er mit seiner Frau in die Niederlande und kam bei seinem Sohn Heinz in Oisterwijk unter. Nach dessen Flucht 1942 zog das Paar zu ihrer Tochter Gerda nach Amsterdam. Dort wurden er und seine Frau am 20. Juni 1943 verhaftet und waren bis zum 13. Juli 1943 im Sammellager Westerbork interniert, von dem aus er am 13. Juli 1943 in das Vernichtungslager Sobibor deportiert und am 16. Juli 1943 ermordet wurde. Für Otto Rosenbaum wurde auch in Oisterwijk ein Stolperstein verlegt. |
|              | HIER WOHNTE STEFANIE ROSENBAUM GEB. VOGEL JG. 1886 FLUCHT 1939 HOLLAND DEPORTIERT 1943 KZ SOBIBOR ERMORDET                                                      | Mecklenburgstraße 65                   | Stefanie Rosenbaum geb. Vogel wurde am 31. Mai 1886 in Berlin geboren. Seit 1913 war sie mit Otto Rosenbaum verheiratet und hatte mit ihm drei Kinder. Mit ihrem Mann flüchtete sie im August 1939 in die Niederlande und kam bei ihrem Sohn Heinz in Oisterwijk und später bei der Tochter Gerda in Amsterdam unter. Am 20. Juni 1943 wurde sie verhaftet und war bis zum 13. Juli 1943 im Sammellager Westerbork interniert, von dem aus sie in das Vernichtungslager Sobibor deportiert und am 16. Juli 1943 ermordet wurde. Für Stephanie Rosenbaum wurde auch in Oisterwijk ein Stolperstein verlegt. |
|              | HIER WOHNTE GUSTAV RÜLKE JG. 1905 DENUNZIERT VERHAFTET SEPT. 1939 ZUCHTHAUS BRUCHSAL HINGERICHTET 8.2.1940                                                      | Gartenstraße 7 a/b                     | Gustav Rülke war Fleischer und während des Zweiten Weltkrieges Angehöriger der Wehrmacht. Er wurde am 8. Februar 1940 erschossen, nachdem er das Attentat von Georg Elser auf Adolf Hitler befürwortete und bedauert hatte, dass es misslang. |
|              | HIER WOHNTE ELLA SALOMON JG. 1871 DEPORTIERT 11.11.1942 THERESIENSTADT TOT 14.12.1943                                                                           | Apothekerstraße 43                     | Ella Salomon geb. Sussmann wurde am 20. Dezember 1871 in Schwerin geboren. Am 11. November 1942 wurde sie in das Gefängnis Neustrelitz gebracht und am Tag darauf in die Sammelstelle Große Hamburger Straße nach Berlin. Von dort wurde sie am 20. November 1942 in das Ghetto Theresienstadt deportiert, wo sie am 14. Dezember 1943 starb. |
|              | HIER WOHNTE INA SALOMON JG. 1869 DEPORTIERT 11.9.1942 THERESIENSTADT TOT 13.12.1943                                                                             | Goethestraße 15                        | Ina Salomon wurde am 19. Dezember 1869 in Schwerin geboren. Am 11. November 1942 war sie im Neustrelitzer Gefängnis inhaftiert und wurde am Tag darauf in die Sammelstelle Große Hamburger Straße nach Berlin gebracht. Von dort wurde sie am 20. November 1942 in das Ghetto Theresienstadt deportiert, wo sie am 18. Dezember 1942 starb. |
|              | HIER WOHNTE PAULINE SALOMON JG. 1872 DEPORTIERT 1942 THERESIENSTADT 1944 AUSCHWITZ ERMORDET                                                                     | Baderstraße 1                          | Pauline Salomon geb. Hirsch wurde am 11. November 1872 in Warin geboren. Am 11. November 1942 war sie im Gefängnis Neustrelitz inhaftiert und wurde am Tag darauf in die Sammelstelle Große Hamburger Straße nach Berlin gebracht. Von dort aus wurde sie am 20. November 1942 in das Ghetto Theresienstadt deportiert und am 16. Mai 1944 in das Konzentrations- und Vernichtungslager Auschwitz. |
|              | HIER WOHNTE WALTER SCHILLER JG. 1904 EINGEWIESEN 1931 HEILANSTALT SACHSENBERG 'VERLEGT' 18.7.1941 BERNBURG ERMORDET 18.7.1941 'AKTION T4'                       | Walter-Rathenau-Straße 3               | Walter Schiller wurde am 18. Juli 1941 aus der Heilanstalt Sachsenberg in die Tötungsanstalt Bernburg deportiert und dort in der Aktion T4 am Ankunftstag ermordet. |
|              | HIER WOHNTE MARIA SENKPIEL JG. 1877 EINGEWIESEN 1936 HEILANSTALT SACHSENBERG 'VERLEGT' 1.8.1941 BERNBURG ERMORDET 1.8.1941 'AKTION T4'                          | Schäferstraße 17                       | Maria Senkpiel wurde am 1. August 1941 aus der Heilanstalt Sachsenberg in die Tötungsanstalt Bernburg deportiert und dort in der Aktion T4 am Ankunftstag ermordet. |
|              | HIER WOHNTE OLGA STEINHAGEN JG. 1891 EINGEWIESEN 1922 HEILANSTALT SACHSENBERG 'VERLEGT' 18.7.1941 BERNBURG ERMORDET 18.7.1941 'AKTION T4'                       | Hospitalstraße 28                      | Olga Steinhagen wurde am 18. Juli 1941 aus der Heilanstalt Sachsenberg in die Tötungsanstalt Bernburg deportiert und dort in der Aktion T4 am Ankunftstag ermordet. |
|              | HIER WOHNTE LOTTE STERN JG. 1901 ENTRECHTET 7 GEDEMÜTIGT VOR DEPORTIERT FLUCHT IN DEN TOD 8.7.1942                                                              | Goethestraße 15                        | Lotte Stern wurde am 22. Juli 1901 als Tochter von Olga Stern in Köln geboren. Sie sollte am 10. Juli 1942 deportiert werden und nahm sich deshalb am 8. Juli 1942 zusammen mit ihrer Mutter selbst das Leben. |
|              | HIER WOHNTE OLGA STERN GEB. SALOMON JG. 1876 ENTRECHTET 7 GEDEMÜTIGT VOR DEPORTIERT FLUCHT IN DEN TOD 8.7.1942                                                  | Goethestraße 15                        | Olga Stern geb. Salomon wurde am 13. Juni 1876 in Schwerin geboren. Sie sollte am 10. Juli 1942 deportiert werden und nahm sich deshalb am 8. Juli 1942 zusammen mit ihrer Tochter Lotte selbst das Leben. |
|              | HIER WOHNTE ADOLFINE STUTZER JG. 1879 EINGEWIESEN 1929 HEILANSTALT SACHSENBERG 'VERLEGT' 18.7.1941 BERNBURG ERMORDET 18.7.1941 'AKTION T4'                      | Von-Thünen-Straße 19                   | Adolfine Stutzer wurde am 18. Juli 1941 aus der Heilanstalt Sachsenberg in die Tötungsanstalt Bernburg deportiert und dort in der Aktion T4 am Ankunftstag ermordet. |
|              | HIER WOHNTE EMMA TIESEL GEB. MEIER JG. 1890 ZEUGIN JEHOVAS VERURTEILT 1.2.1937 SONDERGERICHT SCHWERIN GEFÄNGNIS BÜTZOW GEFÄNGNIS SCHÖNBERG ENTLASSEN 30.12.1937 | Heinrich-Mann-Straße 6                 | Emma Tiesel geb. Meier (1890–) |
|              | HIER WOHNTE OTTO TROST JG. 1888 INHAFTIERT VERURTEILT 8.8.1941 ZUCHTHAUS DREIBERGEN - BÜTZOW TOT 20.10.1943                                                     | Werderstraße 33                        | Otto Trost wurde am 4. August 1888 geboren. Er war Lebensmittelhändler in Schwerin. Am 8. August 1941 wurde er zu einer Strafe von zweieinhalb Jahren Zuchthaus verurteilt, weil er heimlich Londoner Radio gehört und sich darüber mit Kunden unterhalten hatte. Er starb am 20. Oktober 1943 im Gefängnis Dreibergen-Bützow. |
|              | HIER WOHNTE ANNA WALDHEIM JG. 1868 DEPORTIERT 1942 THERESIENSTADT TOT                                                                                           | Am Markt 4                             | Anna Waldheim wurde am 16. Oktober 1867 in Sternberg geboren. Am 11. November 1942 wurde sie verhaftet und am Tag darauf in die Sammelstelle Große Hamburger Straße nach Berlin gebracht. Von dort wurde sie am 20. November 1942 in das Ghetto Theresienstadt deportiert, wo sie am 6. Februar 1943 starb. |
|              | HIER WOHNTE LEOPOLD WIEMKER JG. 1909 DENUNZIERT VERHAFTET 1938 + 1940 ZUCHTHAUS BÜTZOW-DREIBERGEN KZ DACHAU BEFREIT                                             | Klosterstraße 13                       | Leopold Wiemker wurde am 26. Februar 1909 in Rhede geboren. 1935 wurde er zum Priester geweiht und begann seine Tätigkeit als Vikar in Schwerin. Im Juni 1939 wurde er aufgrund einer Denunziation verhaftet und wegen „heimtückischer Äußerungen“ zu zwei Jahren Haft verurteilt. 1940 wurde er in das Konzentrationslager Dachau verschleppt und am 29. April 1945 befreit. 1946 kehrte er nach Rhede zurück und war dann Priester in Cuxhaven und Vörden. Er starb am 7. Januar 1976 in Sustrum. |
|              | HIER WOHNTE MARIE WITT GEB. SASS JG. 1891 EINGEWIESEN 1935 HEILANSTALT SACHSENBERG 'VERLEGT' 1.8.1941 BERNBURG ERMORDET 1.8.1941 'AKTION T4'                    | Hospitalstraße 10                      | Marie Witt wurde am 1. August 1941 aus der Heilanstalt Sachsenberg in die Tötungsanstalt Bernburg deportiert und dort in der Aktion T4 am Ankunftstag ermordet. |
|              | HIER WOHNTE BENNO ZOLTOBRODSKY GEN. 'BEN JOSEPH' JG. 1920 VERHAFTET 9.11.1938 GEFÄNGNIS NEUSTRELITZ FLUCHT 1938 ENGLAND ÜBERLEBT                                | Severinstraße 21                       | Benno Zoltobrodsky wurde am 18. Oktober 1920 als Sohn von Josef und Paula Zoltobrodsky in Schwerin geboren. Bis 1935 besuchte er die Volksschule in der Amtstraße und begann dann eine Ausbildung zum Schneider. Danach arbeitete er in der Werkstatt seines Vaters. Während der Novemberpogrome 1938 wurde er verhaftet und war im Gefängnis Neustrelitz inhaftiert. Am 30. November 1938 gelang ihm mit der Familie die Flucht nach England. |
|              | HIER WOHNTE HELLA ZOLTOBRODSKY JG. 1922 GEDEMÜTIGT / ENTRECHTET FLUCHT 1938 ENGLAND ÜBERLEBT                                                                    | Severinstraße 21                       | Hella Zoltobrodsky wurde am 20. Februar 1922 als Tochter von Josef und Paula Zoltobrodsky in Schwerin geboren. Ihr gelang am 30. November 1938 mit der Familie die Flucht nach England. |
|              | HIER WOHNTE JOSEF ZOLTOBRODSKY JG. 1896 VERHAFTET 9.11.1938 GEFÄNGNIS NEUSTRELITZ FLUCHT 1938 ENGLAND ÜBERLEBT                                                  | Severinstraße 21                       | Josef Zoltobrodsky wurde am 15. Juli 1896 geboren. Er war verheiratet und hatte drei Kinder. In Schwerin betrieb der Schneidermeister eine Schneiderei, die während der Novemberpogrome verwüstet und zerstört wurde. Währenddessen war er verhaftet und in das Gefängnis Neustrelitz gebracht worden. Am 30. November 1938 gelang ihm mit seiner Familie die Flucht nach England zu seinem Bruder. |
|              | HIER WOHNTE PAULA ZOLTOBRODSKY GEB. LATSCHA JG. 1896 GEDEMÜTIGT / ENTRECHTET FLUCHT 1938 ENGLAND ÜBERLEBT                                                       | Severinstraße 21                       | Paula Zoltobrodsky geb. Latscha wurde am 15. Juli 1896 in Zduńska Wola geboren. Sie war mit Josef Zoltobrodsky verheiratet und hatte mit ihm drei Kinder. Am 30. November 1938 gelang ihr mit ihrer Familie die Flucht nach England. |
|              | HIER WOHNTE RUTH ZOLTOBRODSKY JG. 1928 GEDEMÜTIGT / ENTRECHTET FLUCHT 1938 ENGLAND ÜBERLEBT                                                                     | Severinstraße 21                       | Ruth Zoltobrodsky wurde am 26. Oktober 1928 als Tochter von Josef und Paula Zoltobrodsky in Schwerin geboren. Am 30. November 1938 gelang ihr mit ihrer Familie die Flucht nach England. |

## Daten der Verlegungen
Die Verlegungen erfolgten durch den Künstler persönlich. Am 16. Juli 2008 wurde die Gesamtzahl von 42 Stolpersteinen erreicht. 2014 wurden neun, 2016 und 2017 jeweils 13 Stolpersteine verlegt. Nach weiteren Verlegungen in den Jahren 2019, 2022 und 2024 liegen in Schwerin jetzt 94 Stolpersteine.
- 16. Juni 2006
- 20. Oktober 2007
- 16. Juli 2008
- 8. März 2014: Alexandrinenstraße 3, Großen Moor 17, Mecklenburgstraße 89, Münzstraße 35, Schmiedestraße 18[89]
- 14. Oktober 2016: Alte Dorfstraße 1, Arsenalstraße 10, Barcastr. 12, Bornhövedstraße 78, Heinrich-Heine-Straße 8, Hospitalstraße 10 und 28, Schäferstraße 17, Von-Thünen-Straße 19, Wismarsche Straße 156, Walter-Rathenau-Straße 3
- 15. Juni 2017: Apothekerstraße 43, Baderstraße 1, Bergstraße 22, Bornhövedstraße 82, Jungfernstieg 1, Robert-Koch-Straße 8, Schweinemarkt 4, Wittenburger Straße 51[90]
- 21. November 2019: Großer Moor 2, Tannhöfer Allee 9[91]
- 24. Mai 2022: Großer Moor 7, Robert-Koch-Straße 8, Schlossstraße 17, Wismarsche Straße 298e
- 25. September 2024: Buschstraße 16, Demmlerplatz 8, Friedrichstraße 3, Heinrich-Mann-Straße 6, Mozartstraße 24, Puschkinstraße 51/53[92]